# Tubulin

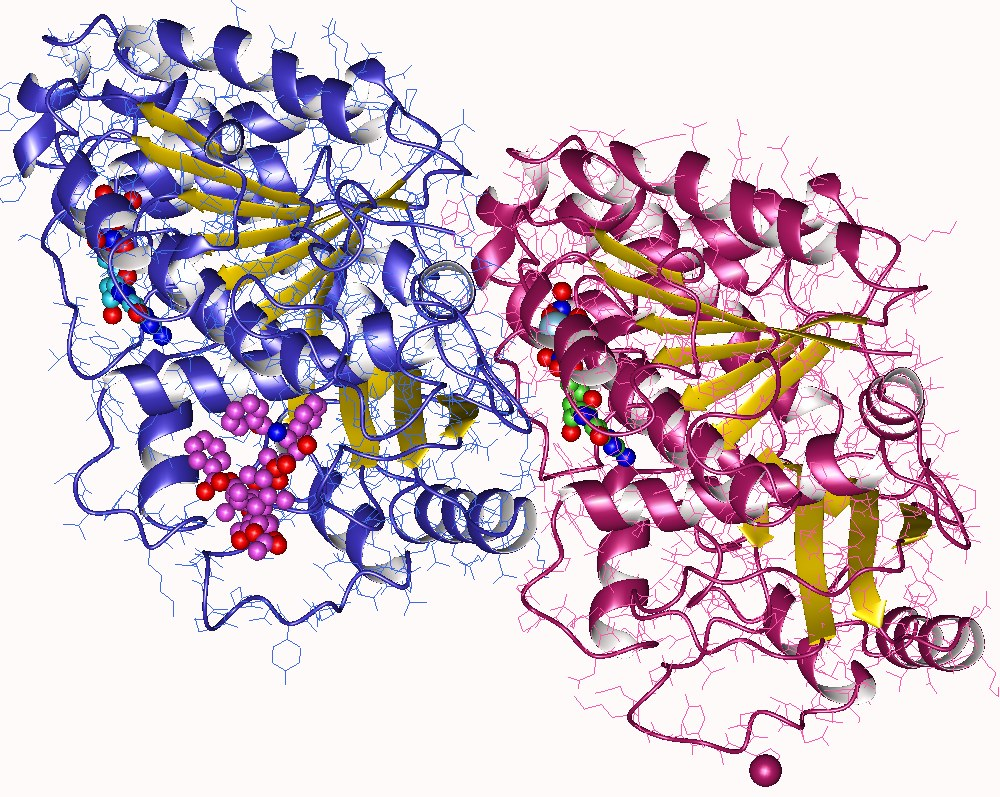
Tubulin tura domácího

Tubulin je hydrofilní dimerní protein, skládající se z dvou podjednotek – alfa-tubulinu a beta-tubulinu. Je především základní složkou mikrotubulů a tyto tvoří důležitou součást cytoskeletu eukaryotických buněk. V této formě je přítomen u všech eukaryotních organismů. Tvoří rámec pro struktury, jako je vřetenový aparát, který pomáhá při segregaci chromozomů během buněčného dělení. Pomáhají při transportu buněčného materiálu z jedné části do druhé části buňky. Působí tedy jako molekulární dálnice. Mimo to byly objeveny některé další typy tubulinu, jako gama-tubulin (přítomný v organizačním centru mikrotubulů) a další. Vznik tubulinových řetězců je aktivní proces spotřebávající GTP.
Dynamika tubulin-mikrotubulů je narušena léčivy vázajícími tubulin, čímž se inhibuje mitóza během buněčného dělení, čímž se zabíjejí rakovinné buňky. Tubulin je cílem pro protirakovinná léčiva, jako jsou vinka alkaloidy jako destabilizátory mikrotubulů a paklitaxel jako stabilizátor mikrotubulů. Oba typy těchto látek jsou známé jako antitubulinové látky a také antimitotické látky.

## Izoformy
Existuje mnoho izoforem tubulinů, které jsou kódovány různými geny. Nejvíce studované tubuliny byly izolovány z mozků obratlovců. α i β-tubuliny, které se skládají z přibližně 450 aminokyselin, jsou homologní, ale ne identické a mají molekulovou hmotnost přibližně 50 kDa a průměr přibližně 4–5 nm. 
Beta a alfa tubulinové jednotky, z nichž se tubulin skládá, mohou mít množství izotypických forem a mohou také podléhat rozličným posttranslačním modifikacím. Složitější mnohobuněčné organismy mohou mít až sedm rozličných izoforem alfa a beta tubulinů, ačkoliv kvasinka má pouze dva alfa a jeden beta tubulin. Některé izotypy složitělších organismů se mohou vyskytovat jen v určité části těla či mohou být přítomné v určité fázi životního cyklu.